# Lucjan Sagan
Lucjan Sagan (ur. 1 stycznia 1937 w Kawęczynie, w województwie świętokrzyskim, zm. 2 kwietnia 2012 we Wrocławiu) – polski artysta fotograf, malarz. Członek rzeczywisty i Artysta Fotoklubu Rzeczypospolitej Polskiej (AFRP). Członek zwyczajny Związku Polskich Artystów Plastyków.

## Życiorys
Lucjan Sagan był absolwentem Uniwersytetu Wrocławskiego (studia w latach 1956–1961), związanym z wrocławskim środowiskiem fotograficznym – przez wiele lat mieszkał, pracował i tworzył we Wrocławiu. Fotografią oraz malarstwem zajmował się od 1958 roku. W 1973 roku został przyjęty w poczet członków Związku Polskich Artystów Plastyków. Miejsce szczególne w twórczości Lucjana Sagana zajmowała fotografia krajobrazowa, fotografia pejzażowa, fotografia architektury, fotografia portretowa, fotografia martwej natury – w zdecydowanej większości wykonywana w dawnej, szlachetnej technice gumy. Był jednym z przedstawicieli polskiej fotografii piktorialnej.  
Lucjan Sagan jest autorem i współautorem wielu wystaw malarskich oraz fotograficznych; indywidualnych i zbiorowych. W 2001 roku został przyjęty w poczet członków Fotoklubu Rzeczypospolitej Polskiej Stowarzyszenia Twórców. Decyzją Komisji Kwalifikacji Zawodowych Fotoklubu RP, otrzymał dyplom potwierdzający kwalifikacje do wykonywania zawodu artysty fotografa, fotografika (legitymacja nr 152). Jego prace zaprezentowano w Almanachu (1995–2017), wydanym przez Fotoklub Rzeczypospolitej Polskiej Stowarzyszenie Twórców – w 2017 roku.  
Lucjan Sagan zmarł 2 kwietnia 2012 roku, pochowany 5 kwietnia na cmentarzu przy ulicy Kiełczowskiej we Wrocławiu. 

## Wystawy indywidualne
| Lp. | Tytuł wystawy                              | Miejsce                                                | Data | Miejscowość |
| --- | ------------------------------------------ | ------------------------------------------------------ | ---- | ----------- |
| 1   | Malarstwo i fotogramy (gumowe)             | Wałbrzyska Galeria Sztuki – Biuro Wystaw Artystycznych | 1999 | Wałbrzych   |
| 2   | Guma technika szlachetna                   | Galeria Pod Plafonem                                   | 2000 | Wrocław     |
| 3   | Guma technika szlachetna                   | Salon Śląski                                           | 2004 | Wrocław     |
| 4   | Guma szlachetna technika dawnej fotografii | Muzeum Regionalne                                      | 2005 | Jawor       |

Źródło

## Publikacje (książki)
- Guma XIX-wieczna szlachetna technika fotograficzna w XXI wieku (Wrocław 2006)[5][16]